# Tempo Records
Tempo Records was een Brits platenlabel voor jazz-platen. Het werd in 1946 opgericht door Colin Pomroy en Ron Davis en was naast Esquire een van de belangrijkste labels voor naoorlogse jazz van Engelse bodem. Eind jaren veertig en begin jaren vijftig bracht het traditionele jazzplaten uit, onder meer van Humphrey Lyttelton. Nadat het in 1955 in handen kwam van Decca Records, kwam het in de tweede helft van de jaren vijftig voornamelijk met moderne jazz-platen. Het label was actief tot 1960. Musici van wie Tempo albums uitbracht, waren onder meer Don Rendell, Jimmy Deuchar, Victor Feldman, Tubby Hayes, Betty Smith, Alexis Korner en Ronnie Scott. De meeste moderne jazzplaten van Tempo zijn op cd heruitgegeven door Jasmine Records. 